# Cambodja van A tot Z

## A
Angkor (werelderfgoed) - Angkor (stad) - Angkor Wat (tempel) - An-Nur an-Na'im moskee - Apocalypse Now - Austronesische talen - Aziatische weg 1 - Aziatische weg 11

## B
Banteay - Provincie Banteay Mean Cheay - Provincie Batdambang

## C

Locatie van Cambodja

Cambodja - Centrale Markt in Phnom Penh - Champa - Koninkrijk Champassak - Cham (volk) - Chenla - Choeung Ek

## D
Dongrek bergen

## F
Franse commissarissen Cambodja - Franse koloniale bestuurders Cambodja - Funan - Funan Techo kanaal

## G
Golf van Thailand

## H
Hun Sen

## I
Indochina - Franse gouverneurs Indochina - Franse hoge commissarissen Indochina - Isanapura - ISO 3166-2:KH

## K
Provincie Kampong Cham - Provincie Kampong Chhnang - Provincie Kampong Spoe - Provincie Kampong Thum - Provincie Kampot - Kampuchea Krom - Provincie Kandal - Keb - Khmer (taal) - Khmer (volk) - Khmer Krom - Khmer-rijk - Khmercijfers - Wat Koh - Provincie Koh Kong - Koningen van Cambodja - Koningen van Champa - Koningen van Chenla - Koningen van het Khmer-rijk - Koningscobra - Koninklijke Cambodjaanse luchtmacht - Koninklijke Orde van Cambodja - Provincie Kracheh

## L
Wat Lang Ka - Lan Xang - Lon Nol

## M
Malayo-Polynesische talen - Maleisische boomslang - Somaly Mam - Mekong - Ministers-presidenten van Cambodja - Provincie Mondol Kiri

## N
Nationaal Museum van Cambodja - Nationale Bibliotheek van Cambodja - Norodom Chakrapong - Norodom Sihanouk - Nur ul-Ihsaan moskee

## O
Provincie Oddar Meancheay - O'Russeimarkt - Wat Ounalom

## P
Pagode -
Provincie Pailin -
Phnom -
Phnom Penh -
Pon -
Pol Pot -
Provincie Pouthisat -
Dith Pran -
Provincie Preah Seihanouk -
Provincie Preah Vihear -
President Airlines -
Provincie Prey Veng -
Provincies van Cambodja

## R
Ratanakiri - Riel (munteenheid) - Rode Khmer - Royal Phnom Penh Airways

## S
Provincie Siem Reap - Siem Reap Airways - Staatshoofden van Cambodja - Provincie Stoeng Treng - Provincie Svay Rieng

## T
Provincie Takev - Titels in gebruik bij de Khmer - Tonlé Sapmeer - Tonlé Saprivier - Topografische aanduidingen in gebruik bij de Khmer - Toul Tom Pong-markt - Tuol Sleng - Tuol Sleng Museum

## U
Loung Ung -
Unie van Indochina

## V
Vlinderagame

## W
Wat -
Wat Phnom

## X Y Z
Zeekrokodil - Zilveren pagode - Zuidoost-Azië - Zwartkopboomslang